# Yoram Kaniuk
Yoram Kaniuk (en hebreo יורם קניוק, Tel Aviv, 2 de mayo de 1930 - Ib., 8 de junio de 2013) fue un novelista, pintor, crítico teatral y periodista israelí.

## Biografía
Nacido en Tel Aviv en 1930, Kaniuk creció en el seno de una familia de origen judío asquenazí, muy involucrada en la vida cultural de su ciudad. Su padre, Moshe Kaniuk, nació en Ternópil, en la Galitzia ucraniana, y fue uno de los miembros fundadores y primer curador del Museo de Tel Aviv. Su madre, nacida en Odesa, fue maestra. Por su parte su abuelo, quien también fue maestro, enseñaba hebreo con libros de texto de su propia autoría.
Su familia emigró a Palestina en 1909, el año en que se fundó Tel Aviv, asentándose en el distrito de Neve Tzedek de esa misma ciudad. Ya desde pequeño Kaniuk mostraba interés por la cultura y la literatura.
A los 17 años se unió a la Palmaj.
Luchó en la guerra árabe-israelí de 1948 en el ejército de la Palestina Judía y después de resultar herido en las piernas por el disparo de un inglés tocado con una Kufiyya, viajó a los Estados Unidos para vivir allí un tiempo. Fue tratado de su herida en el Hospital Monte Sinaí en Nueva York.
En 1961 regresó a Israel.
Toda la obra de Kaniuk es muy comprometida, las consecuencias del Holocausto le marcaron profundamente, sobre todo entre 1948 y 1949, años en los que trabajó en un barco que llevaba sobrevivientes de los campos alemanes a Israel.
En 2006 la Universidad de Cambridge organizó un congreso internacional llamado "The World & Works of Yoram Kaniuk" (en Inglés: "El Mundo y los trabajos de Yoram Kaniuk").
Su novela El hombre perro fue adaptada al cine por Paul Schrader, conocido por ser el guionista de la película Taxi Driver y de Raging Bull. El actor principal del reparto es Jeff Goldblum.
Falleció de cáncer el 8 de junio de 2013 a los 83 años.

## Obras
Su primer libro apareció en 1963 y desde entonces publicó diecisiete novelas, siete colecciones de cuentos, dos ensayos y cinco libros de literatura 
infantil y juvenil. Su obra ya ha sido traducida a veinticinco lenguas.
Entre las obras más destacadas de Kaniuk se encuentran:
- El hombre perro (Adam ben kelev [Adam resucitado], 1968). Traducción española: El hombre perro, Prólogo de: Gabi Martínez, Traducción del hebreo: Raquel García Lozano, 480 págs, Libros del Asteroide, Barcelona, 2007. ISBN 978-84-935448-9-8
- The Last Jew (1981)
- Confessions of a good arab (1983) - "El buen árabe" (Ediciones Versal, 1988)
- Post Mortem (1992)
- The Odyssey of a Commander (1999)
- 1948 (2010)

## Premios
La obra de Yoram Kaniuk ha sido traducida a unos 25 idiomas y numerosas veces galardonada. Entre los premios más importantes que ha conseguido se encuentran:
- El prestigioso Prix Mediterranée Étranger (2000)
- Premio Bialik  (1999)
- Premio del presidente del estado (1998)
- Prix des Troits por la obra The Land of Two Promises, junto a Emile Habibi (1997)
- Premio Sapir (2011) por la novela "1948"